# Bill Maher (veslač)
William »Bill« Patrick Maher, ameriški veslač, * 25. junij 1946, Detroit.
Maher je za ZDA veslal na Poletnih olimpijskih igrah 1968 v Mexico Cityju, kjer je v dvojnem dvojcu s soveslačem Johnom Nunnom osvojil bronasto medaljo. 